# Вексфорд (округ)
Округ Вексфорд (енгл. County Wexford, ир. Contae Loch Garman) је један од 32 историјска округа на острву Ирској, смештен у његовом југоисточном делу, у покрајини Ленстер.
Данас је округ Вексфорд један од 26 званичних округа Републике Ирске, као основних управних јединица у држави. Седиште округа је истоимени град Вексфорд.

## Положај и границе округа
Округ Вексфорд се налази у крајње југоисточном делу ирског острва и Републике Ирске и граничи се са:
- север: округ Виклоу,
- исток: Ирско море,
- југ: Атлантски океан,
- југозапад: округ Вотерфорд,
- запад: округ Килкени,
- северозапад: округ Карлоу.

## Природни услови
Вексфорд је по пространству један од средњих ирских округа - заузима 13. место међу 32 округа.
Рељеф: Већи део округа Вексфорд је равничарско-брежуљкасти, до 200 метара надморске висине, посебно на југу и истоку. На северу он постаје брдски, а на крајњем северозападу и планински. Ту се налази планина је Ленстер, висине до 796 метара. Остале битне планине су Блек Рок и Кроган.
Клима Клима у округу Вексфорд је умерено континентална са изразитим утицајем Атлантика и Голфске струје. Стога град одликује блага и веома променљива клима. Округ је познат као „сунчани југоисток“, будући да су температуре више него у остатку државе, а ту је и најмање падавина на острву.
Воде: Округ Вексфорд има дугу морску обалу, на истоку ка Ирском мору, а на југу ка Атлантику. Најважније реке су Слејни и Бероу. Река Слејни притиче средином округа, а река Бероу чини његову западну границу. У округу нема језера, што реткост за Ирску.

## Становништво
По подацима са Пописа 2011. године на подручју округа Вексфорд живело је преко 145 хиљада становника, већином етничких Ираца. Ово је за 35% мање него на Попису 1841. године, пре Ирске глади и великог исељавања Ираца у Америку. Међутим, последње три деценије број становника округа расте по стопи од преко 1% годишње.
Густина насељености - Округ Вексфорд има густину насељености од око 62 ст./км², што је готово истоветно као државни просек (око 60 ст./км²). Цео округ је приближно једнако насељен.
Језик: У целом округу се равноправно користе енглески и ирски језик.